# Microperella quercus
Microperella quercus är en svampart som beskrevs av Höhn. 1909. Microperella quercus ingår i släktet Microperella, divisionen sporsäcksvampar och riket svampar.   Inga underarter finns listade i Catalogue of Life.